# Pillijasz
Pillijasz (vagy II. Pilliyaš, mPi(l)/Pal-li-ya-) az i. e. 15. század első fele és közepe körül a később Kilikiának nevezett Kizzuvatna királya volt. Pillijasz uralkodásának kezdetén még a Hettita Birodalom főhatósága alatt állt, amelyet II. Cidantasszal kötött szerződése mutat. Későbbi szerződése Idrimivel és a szerződésben megnevezett Parattarna azt bizonyítja, hogy Pillijasz ekkor már a hurri államnak tartozott hűséggel. E két szerződése alapján lehet datálni uralkodását.
E szerződések egyben alkalmasak arra is, hogy Parattarna nagy nyugati térnyerését II. Cidantasz idejére dátumozhassuk, és Mitanni 15. századi hódításait viszonylag pontosan behatároljuk. Kizzuvatna egészen I. Arnuvandasz déli hadjáratáig Mitanni fennhatósága alatt maradt.